# Cándido Fabré
Cándido Fabré est un musicien et auteur-compositeur-interprète cubain, reconnu pour son art de l'improvisation.

## Biographie
Il est né à San Luis le 10 septembre 1957, dans la province de Santiago de Cuba.
Il a été le chanteur du groupe Original de Manzanillo, avant de former son propre groupe en 1993.
Fabré est l'un des compositeurs les plus prolifiques, et totalise plus de mille chansons enregistrées.
Il a composé la bande son du film Les Vies de Loulou du réalisateur Bigas Luna.

## Discographie solo
1. Echale Picante Al Son
2. Ya Esta Aqui El Tren De Oriente
3. Cubano Soy